# Давтян, Епрем Давыдович
Епрем-хан (арм. Եփրեմ Խան, перс.یپریم خان , имя при рождении: Епре́м Давы́дович Давтя́н арм. Եփրեմ Դավթի Դավթյան) (известный также как «персидский Гарибальди» ) — персидский революционер, армянского происхождения, главнокомандующий Вооружёнными силами Персидского временного правительства (1909—1912).

## Биография
Епрем Давтян родился в 1868 в с. Барсум, Елизаветпольской губернии (ныне — Азербайджан, тогда — в составе Российской империи). С юных лет он часто ездил в соседний Иран, где имелась большая армянская община.
В конце 1880-х годов Епрем переехал в Западную Армению, где организовал партизанский отряд, названный — по балканскому примеру — гайдуцким. Какое-то время армянские гайдуки успешно оперировали против турецких оккупантов в окрестностях Муша, Сасуна и Вана. В сентябре 1890 г. Епрем участвовал в неудачном походе, возглавляемом студентом-медиком Саркисом Кукуняном (1863—1913). Планировалось проникнуть в турецкие пределы из Российского Закавказья, но план был сорван. Часть гайдуков (включая Епрема) была арестован казачьим разъездом в Карсской области. В 1892 г. Епрем был осуждён и сослан на Сахалин. В 1895 г. Епрем организовал групповой побег. Двое армян, грузин и русский 17 дней скитались по тайге. Выйдя к Татарскому проливу, они договорились с польским купцом, что тот довезёт их на своей шхуне до Хабаровска (в оплату пошли добытые в тайге собольи шкурки). Осенью 1896 г. Епрем добрался до Баку, а оттуда переселился в иранский Тавриз. Многие гайдуки его отряда также к этому времени пробрались в Иран…
24 июля 1897 г. Епрем — в составе армянского отряда под командованием Вардана (наст. имя — Саркис Меграбян, армянин из Карабаха) — нелегально перешёл персидско-турецкую границу. Отряд Вардана насчитывал 253 бойца-«фидаина» и направлялся в долину Ханасор — гнездо курдского племени мазрик. Вождь этого племени Шариф-бек — полковник турецкой кавалерии «Гамидие» — нёс ответственность за множество преступлений против мирного армянского населения. Вардан приказал уничтожить всех мужчин племени мазрик, но не трогать женщин и детей. В ходе 12-часовго боя, люди Шариф-бека (свыше 2 тысяч бойцов) были разгромлены и практически полностью уничтожены. Сам же полковник Шариф-бек спасся, переодевшись в женское платье. Армянские фидаины потеряли в бою 20 человек.
По сведениям газеты «Утро России», какое-то время Епрем Давтян «занимался подрядами на нашей Энзели-Тегеранской железной дороге». Будучи поклонником иранского государственного деятеля Мальком-хана (этнического армянина), Епрем Давтян разделял его просветительские и политические идеи. В связи с чем, в 1905 году Епрем присоединился к иранскому конституционному движению. Также Епрем основал отделения партии Дашнакцутюн в Реште и Тавризе. В конце 1905 года началась османская агрессия против Ирана, а в июле 1907 года османские войска из Вана вошли в Урмию. Это стало для Епрема тревожным сигналом. Деятельным соратником Епрема был Махлуто Смбат Бороян, будущий командир 1-й роты 1-го Армянского добровольческого полка Русской армии в годы Первой мировой войны. В 1906—1907 годах Епрем состоял членом Попечительского совета Рештского армянского колледжа, он внёс ряд улучшений в учебное дело.

В октябре 1908 года Епрем создал комитет «Пайлак» в городе Энзели. Он организовал доставку в этот порт боеприпасов с Кавказа. Оттуда в Энзели прибыли 20 армянских и 35 грузинских добровольцев. Вскоре Епрем водрузил флаг Армянской Революционной Федерации на ратуше порта Энзели. «Пайлак» сыграл большую роль в революционном движении иранских народов. В феврале 1909 года Епрем возглавил революционный комитет города Решт. 
Участие Ефрем-хана в персидской революции началась с 1909 года, когда он в Реште образовал отряд добровольцев-фидаев и вместе с другими вождями националистов двинулся на Тегеран. Он участвовал во взятии Казвина, а потом командовал главными силами фидаев, взявшими столицу.
 — писала 21 (08) мая 1912 года газета «Утро России». Казвин был взят 21 апреля 1909 года. В начале июля 1909 г. фидаи Епрем-хана достигли Тегеранских предместий и объединились с подошедшим с юга ополчением бахтияров. После двухдневных боёв с Персидской казачьей бригадой, 13 июля 1909 г. фидаи и бахтияры вошли в столицу. Мохаммед-Али-шах Каджар был низложен. Чрезвычайный Верховный Совет возвёл на престол его 14-летнего сына, а начальником полиции Тегерана 30 июля 1909 г. назначил Епрем-хана. Мохаммед-Али-шах эмигрировал в Россию и поселился в Одессе.

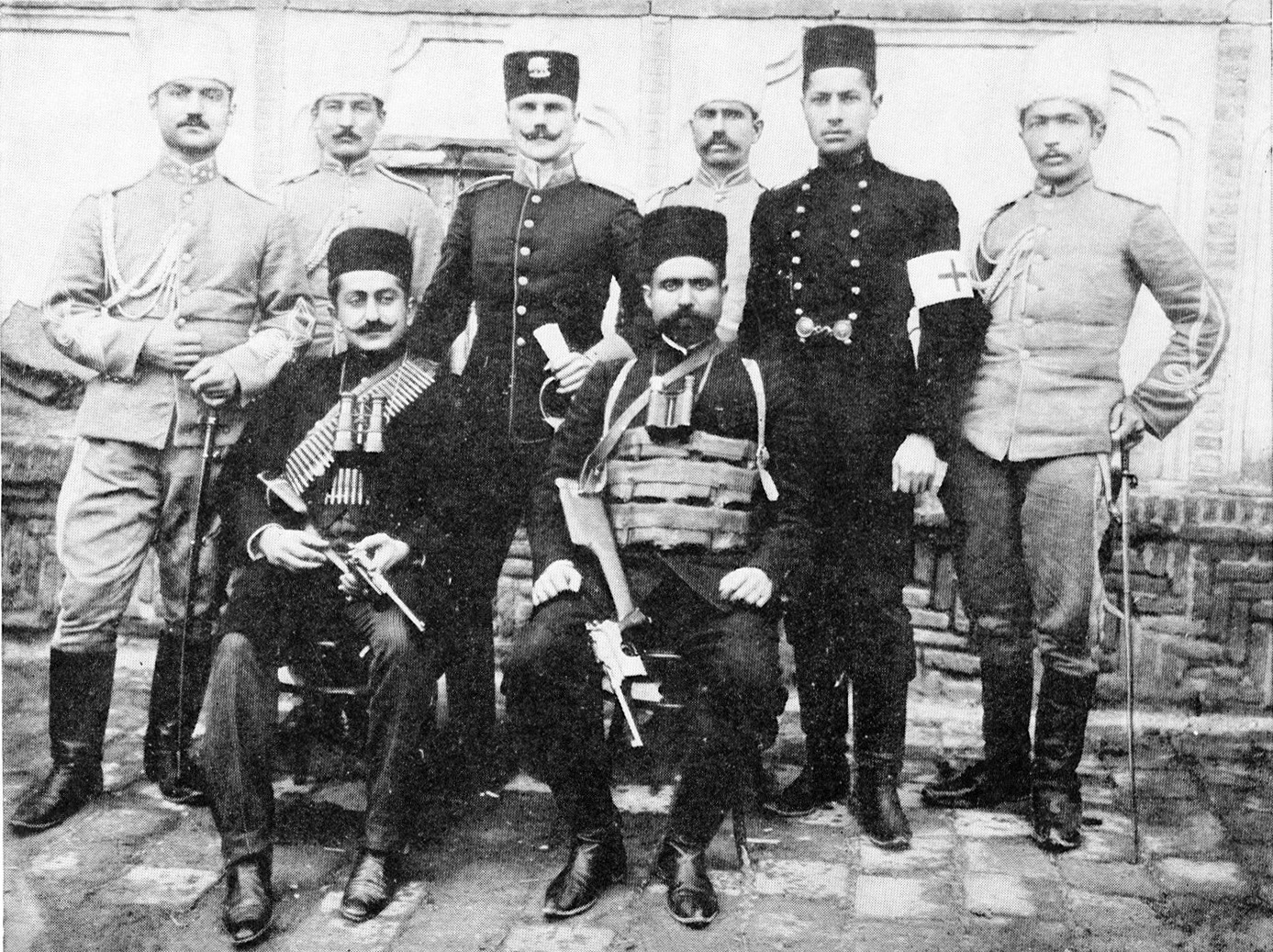
Епрем-хан (в переднем ряду, справа) с Сардар-Бахадуром и майором Хаазе в Тегеране, 1911 г.

В ноябре 1909 г. начал работу Меджлис II созыва. Меджлис утвердил Епрем-хана в должности начальника полиции Тегерана. Вскоре Епрем навёл порядок в столице и провёл серию реформ силовых структур. 
По водворении нового режима он, не в пример другим фидайским вождями не гонясь за почестями, принял сравнительно скромный пост начальника полиции и в течение всех последующих лет с величайшим тактом, умением и энергией поддерживал порядок в Тегеране — городе, где каждую минуту могли вспыхнуть волнения.
 — писала 21 (08) мая 1912 года газета «Утро России». В 1910 году Епрем-хан возглавил всю полицию Персии. Под его начало перешёл и ряд армейских соединений. Всего он руководил 60-ю битвами и неизменно выходил победителем. Персидское временное правительство присвоило ему звание сардара (маршала). Большая часть воинов его армии состояла из армян.
В августе 1910 г. Епрем-хан, приняв под свою команду часть бахтиярских формирований, разгромил отряды азербайджанских революционеров Саттар-хана и Багир-хана, взявших сторону младотурок. 300 бойцов Саттар-хана погибли, сам он был тяжело ранен в ногу. Большая часть азербайджанцев была разоружена.

В 1911 г. Мохаммед-Али-шах Каджар (ранее эмигрировавший в Россию) высадился с небольшим отрядом в Астрабаде. К нему примкнули про-каджарские формирования туркмен и шахсевенов, но все они были разгромлены силами Епрем-хана. Мохаммед-Али-шах снова уехал в Россию. В 1912 году осложнились отношения Епрем-хана с Дашнакцутюном. Так, лидер гнчакистов Сапах-Гюлян утверждал, что в январе 1912 года было, якобы, подписано тайное соглашение между дашнаками и иттихадистами (младотурками): 
Большинство пунктов соглашения было посвящено Персии, точнее деятельности тамошнего дашнакского военного руководителя Ефрем-хана. Мы впервые видим, как международный аспект деятельности Дашнакцутюна, действия партии за пределами Османской империи оказываются при определенных обстоятельствах предметом торга в ее переговорах с Иттихадом. Другими словами, ради того, чтобы добиться уступок от своих младотурецких союзников в османском контексте, Дашнакцутюну время от времени приходилось бросать на чашу весов своё влияние в других регионах. (...) Январское соглашение 1912 года предусматривало сдерживание со стороны АРФ действий Ефрем-хана в Персии, которые поощряли русские амбиции. Активность Ефрем-хана в борьбе против шахского режима была выгодна России, так как дала предлог для ввода войск и последующего раздела страны на сферы влияния России и Великобритании. Партия Дашнакцутюн согласилась не проводить в Персии военных операций и не вовлекать османских подданных в другие виды своей деятельности в Персии. Западное бюро немедленно направило соответствующие инструкции в партийный комитет в Персии, а также решило пересмотреть его пророссийскую позицию, призвав к прекращению действий Ефрема, который, как они считали, выполняет указания из российской столицы. Предполагалось, что Западное бюро жестко выступило против наступления Ефрема на Хамадан.

Отважный полководец Епрем-хан был убит 6 мая 1912 близ города Хамадана, в ходе битвы с про-каджарским курдским отрядом у села Сурджие. 
Выступивший из Хамадана по направлению к Керманшаху правительственный отряд под командой Ефрема начал в субботу утром в 50-ти верстах от Хамадана наступление против отряда Салар-уд-доуле, укрепившегося на позициях. В 9 часов бой разгорается, и курды Салар-доуле несут значительные потери. Ефрем, лично руководивший боем, ранен пулей в рот. Рана оказалась смертельной, и Ефрем скончался на поле битвы. К 7-ми ч. вечера бой закончился поражением курдов. Они отступили. Потери Салар-доуле – 150 убитых и раненых и 200 пленных. Отряд Ефрема потерял 40 убитыми. Раненых много.
 — сообщала 21 (08) мая 1912 года газета «Русское Слово». 
Сардар Ефрем-хан, армянин, уроженец Кавказа, герой персидской революции, храбрый вождь фидаёв, начальник всех персидских вооруженных сил, убит 5 мая в деревне Суридзе, близ Хамадана, в сражении с курдами отряда Салар-доуле.
 — сообщил журнал «Искры», № 19 1912 года. 
С неизменной горстью верных ему фидаёв, он одержал блестящую победу над армией принца Салара-уд-доулэ, но затем, если телеграмма говорит правду, его поразила шальная пуля. В лице погибшего героя Персия понесла несомненно громадную потерю. Как, и Саттар-хан, этот «персидский Гарибальди» — Ефрем был одним из интереснейших и крупнейших личностей, выдвинутых Персидской революцией.
 — написала 21 (08) мая 1912 года газета «Утро России».
Вышеупомянутый Сапах-Гюлян высказал своё предположение о возможном участии АРФ Дашнакцутюн в убийстве Епрем-хана, которое, якобы произошло уже после боя, при загадочных обстоятельствах, когда Епрем возвращался с победою в Хамадан. Но данное обвинение по сию пору осталось недоказанным.
Иранская историография оценила Епрем-хана как прогрессивного буржуазно-демократического деятеля, народного героя и талантливого полководца.

## Достижения
- Главнокомандующий Вооружёнными силами Персии
- Сардар

## Разное
- Похоронен в Тегеране, во дворе армянской школы, носящей его имя[13].
- В ограде церкви Сурб-Аствацацин (Тегеран) ему поставлен памятник (скульптор Л. Терьян).
- В Персии его нарекли «Дантоном Востока».
- Выдающийся армянский поэт Аветик Исаакян писал о Давтяне: «Под копытами коней шапухов и азкертов, шах-аббасов и ага-мамедханов Армения превратилась в пепел. Но из этого пепла восстал Епрем со своими отважными бойцами, кони которых победно прошлись по праху шапухов и шах-аббасов, с тем чтобы возродить мир, братство и равенство».